# Peter Brignall

Wappen von Peter Malcolm Brignall

Peter Malcolm Brignall (* 5. Juli 1953 in London, Vereinigtes Königreich) ist ein britischer Geistlicher und römisch-katholischer Bischof von Wrexham.

## Leben
Peter Brignall wurde im Juni 1977 durch den Weihbischof in Westminster, Victor Guazzelli, zum Diakon geweiht. Er empfing am 18. Februar 1978 durch den Bischof von Menevia, Langton Douglas Fox, das Sakrament der Priesterweihe. Am 12. Februar 1987 wurde Peter Brignall in den Klerus des Bistums Wrexham inkardiniert.
Am 27. Juni 2012 ernannte ihn Papst Benedikt XVI. zum Bischof von Wrexham. Der emeritierte Bischof von Wrexham, Edwin Regan, spendete ihm am 12. September desselben Jahres die Bischofsweihe. Mitkonsekratoren waren der Apostolische Nuntius, Erzbischof Antonio Mennini, und der Altbischof von Lancaster, Patrick O’Donoghue.